# Lotte Hopman
Lotte Hopman (Egmond, 18 augustus 1995) is een voormalig Nederlandse voetbalster die uitkwam voor Telstar VVNH en ook actief is in het futsal. In deze laatste sport maakt ze deel uit van het Nederlands team.